# Bor (Velešín)
Bor (německy Borr) je malá vesnice, část města Velešín v okrese Český Krumlov. Nachází se asi 2 km na jihozápad od Velešína. Je zde evidováno 14 adres. Součástí Boru je Zadní Bor, který je od vlastního Boru oddělen železniční tratí České Budějovice – Summerau.
Bor leží v katastrálním území Chodeč o výměře 2,48 km².

## Historie
První písemná zmínka o vesnici pochází z roku 1790.